# Вебер, Кельвин
Ке́львин Ве́бер (англ. Calvin Weber; род. 11 сентября 1990, Макфарленд, Висконсин) — американский кёрлингист.
В составе мужской сборной США участник зимних Универсиад 2011, 2015 и 2017.

## Достижения
- Чемпионат США по кёрлингу среди юниоров: серебро (2012), бронза (2009).

## Команды
| Сезон   | Четвёртый          | Третий          | Второй         | Первый        | Запасной                               | Турниры                                   |
| ------- | ------------------ | --------------- | -------------- | ------------- | -------------------------------------- | ----------------------------------------- |
| 2008—09 | Блейк Мортон       | Marcus Fonger   | Tommy Juszczyk | Кельвин Вебер |                                        | ЧСШАЮ 2009                                |
| 2009—10 | Блейк Мортон       | Marcus Fonger   | Tommy Juszczyk | Кельвин Вебер |                                        | ЧСШАЮ 2010 (7 место) ЧСШАМ 2010 (9 место) |
| 2010—11 | Блейк Мортон       | Marcus Fonger   | Tommy Juszczyk | Кельвин Вебер | тренер: Mark Hartman                   | ЗУ 2011 (6 место)                         |
| 2011—12 | Блейк Мортон       | Marcus Fonger   | Tommy Juszczyk | Кельвин Вебер |                                        | ЧСШАЮ 2012 · ЧСШАМ 2012 (11 место)        |
| 2012—13 | Эрик Фенсон        | Trevor Andrews  | Блейк Мортон   | Кельвин Вебер |                                        |                                           |
| 2014—15 | Дин Геммелл        | Билл Стопера    | Кельвин Вебер  | Мартин Сатер  |                                        |                                           |
| 2015    | Стивен Дропкин     | Блейк Мортон    | Кайл Какела    | Эван Дженсен  | Кельвин Вебер тренер: Keith Dropkin    | ЗУ 2015 (8 место)                         |
| 2017    | Александер Лейхтер | Натаниэль Кларк | Кристофер Бонд | Кельвин Вебер | Эндрю Стопера тренер: Фредерик Лейхтер | ЗУ 2017 (6 место)                         |

(скипы выделены полужирным шрифтом)